# Maibohm Motors Company
Die Maibohm Motors Company war ein US-amerikanischer Automobilhersteller. Der Markenname lautete Maibohm.

## Unternehmensgeschichte

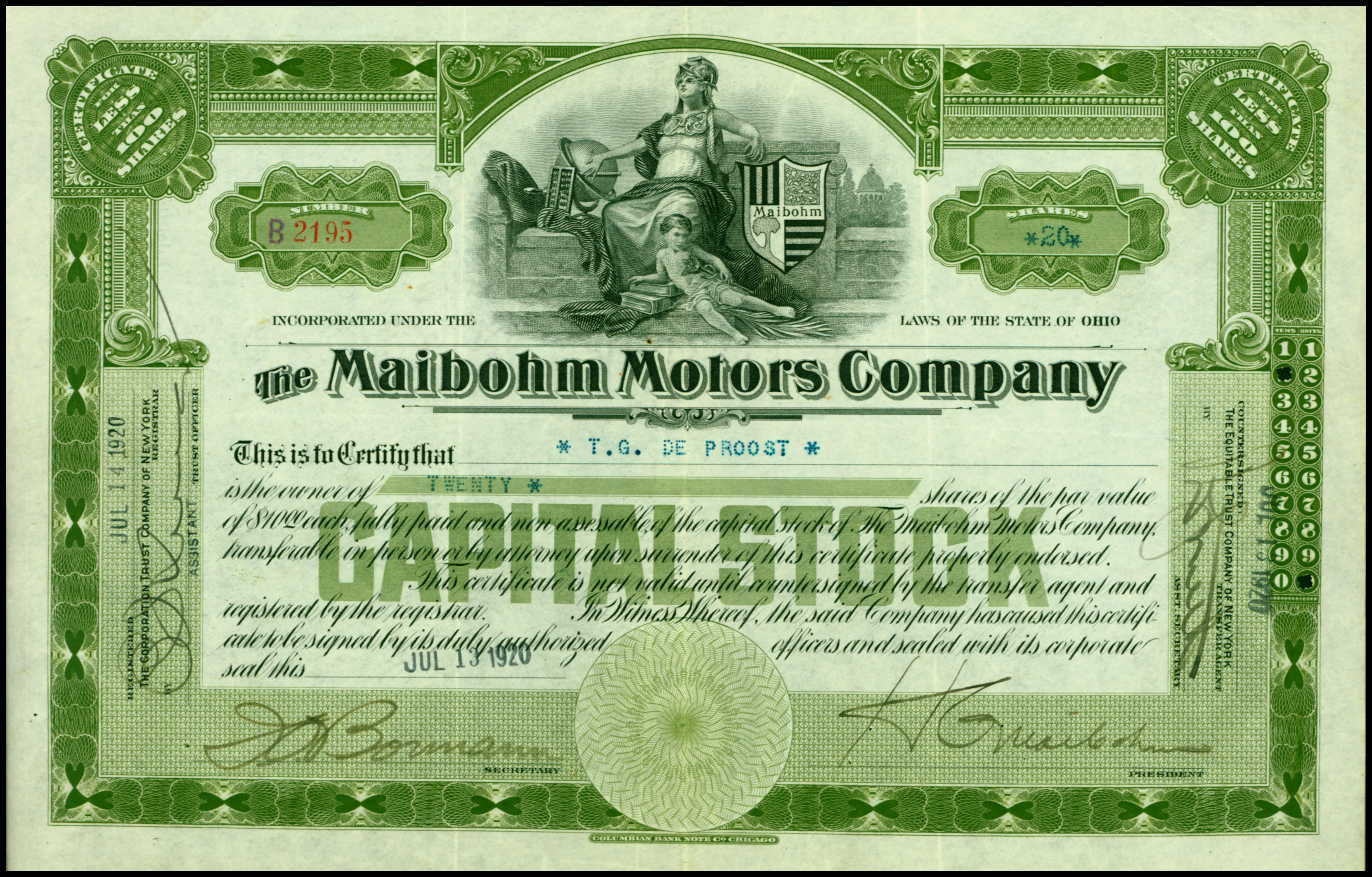
Aktie der Maibohm Motors Company vom 13. Juli 1920

Der Schmied, Wagenbauer und Immobilienkaufmann Peter C. Maibohm aus Racine (Wisconsin) gründete 1886 den Kutschenbaubetrieb Maibohm Wagon Works, den sein Sohn H. C. Maibohm Anfang 1916 als Maibohm Motors Company reorganisierte.
In der Folge baute das Unternehmen unspektakulär konstruierte, aber solide und eher sportliche Mittelklassefahrzeuge, zunächst mit einem hauseigenen Vierzylindermotor und ab 1918 mit einem zugekauften Sechszylindermotor.
Am 4. Dezember 1918 kam es zu einer Feuersbrunst im Werk. Zunächst wurde eine reduzierte Produktion in einem nicht betroffenen Flügel des Werks aufrechterhalten. Im Frühling 1919 entschied sich Maibohm dazu, den Betrieb nach Sandusky (Ohio) zu verlegen. Ob es dabei finanzielle Anreize seitens der dortigen Handelskammer gegeben hat, ist nicht bekannt, doch war dies damals durchaus üblich. Zu dieser Zeit soll das Unternehmen einen Wert von einer Million US$ gehabt und USA-weit Vertretungen unterhalten haben. Der Sechszylinder wurde zum Model B-6 verfeinert und blieb bis zur erzwungenen Produktionseinstellung 1922 praktisch unverändert im Programm. Hingegen wurde jedes Jahr die Auswahl an Karosserien angepasst. Ende 1920 lag die Kapazität bei einer Produktion von 30 Fahrzeugen täglich; vom dadurch erhofften Jahresausstoß von 7500 Fahrzeugen blieb man jedoch mangels Absatz weit entfernt.
H. C. Maibohm hatte sich unterdessen an der erfolglosen Sanierung der Biddle Motor Car Company in Philadelphia beteiligt. Biddle war zu dieser Zeit eine der angesehensten Marken in den USA und gemeinsam mit dem bekannteren Brewster der exklusivste Hersteller von konfektionierten Automobilen, sog. Assembled vehicle.
Während Maibohms Abwesenheit war auch die Maibohm Motors Company in Schwierigkeiten geraten. Die Ursachen dafür werden nicht explizit genannt, doch gab es in den USA von 1920 bis etwa 1922 eine kurze aber heftige Rezession, deren Ursachen in einer Landwirtschaftskrise zu suchen sind. H. C. Maibohm versuchte im April 1922, sein Unternehmen mit dem Kauf der früher höchst angesehenen Marke Simplex in Bayonne (New Jersey) zu retten. Diese hatte zuletzt zum Hare’s Motors Konzern um den ehemaligen Packard-Manager Emlem S. Hare gehört und stand wegen der Insolvenz der kurzlebigen Muttergesellschaft zum Verkauf. Dazu kam es nicht mehr; im Mai übernahmen die Gläubiger Maibohm Motors zu einem Preis von US$ 110.000.-. Der Betrieb wurde im Juli 1922 eingestellt, die Anlagen wurden im August auf die dazu gegründete Arrow Corporation übertragen. Daraus entstand kurz darauf die Courier Motors Company die nur für das Modelljahr 1923 mit dem Courier Model D einen in Details verbesserten Nachfolger des Maibohm Model B-6 produzierte. Simplex wurde von Henry M. Crane erworben (der 1914 seine eigene Firma an Simplex verkauft hatte und bereits Biddle übernommen hatte) und als Crane-Simplex Company organisiert. Dieses Unternehmen scheiterte schon 1923. H. C. Maibohm gründete später eine Fabrik zur Herstellung von Radios.

### Markt

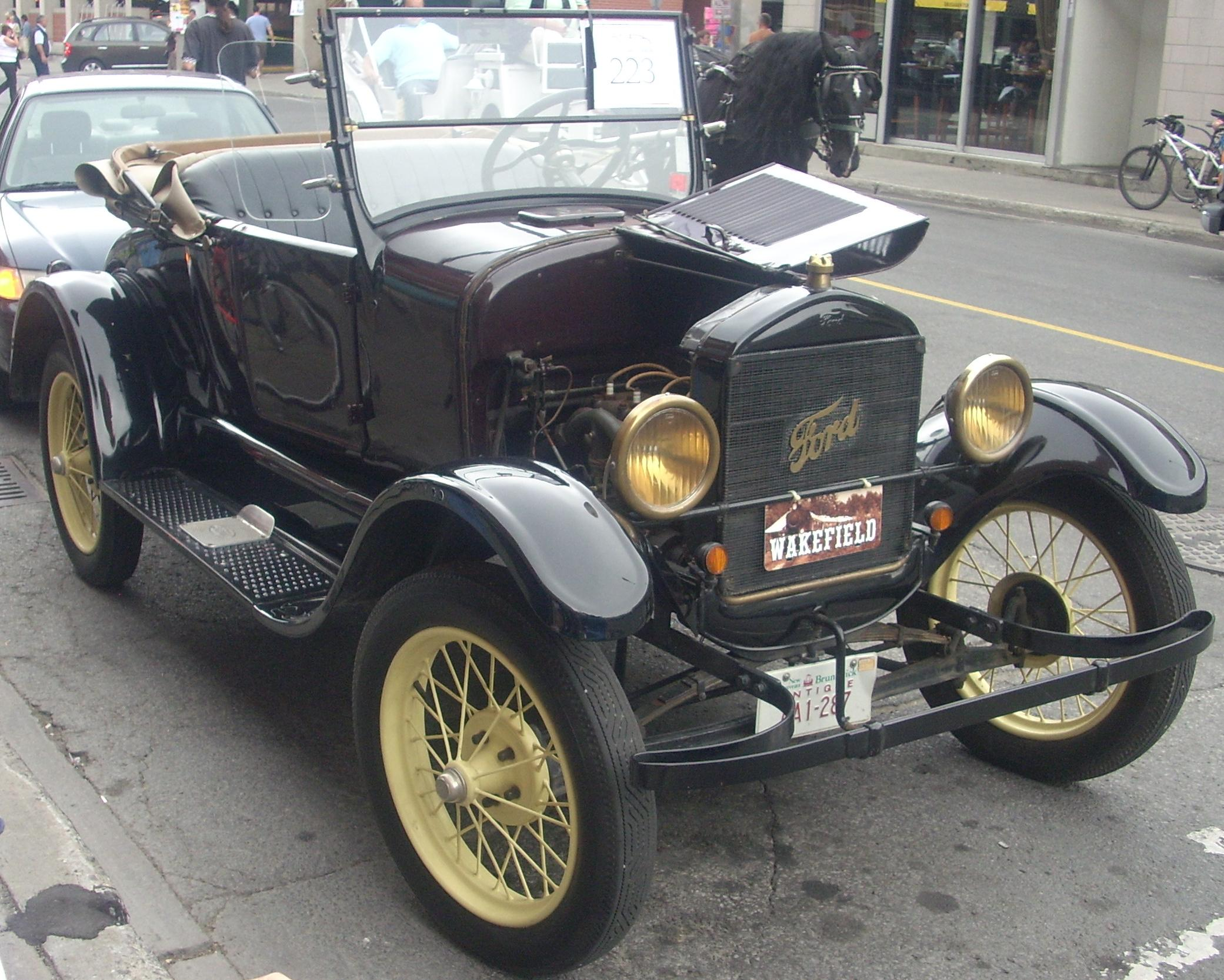
Ford Model T (1916), US$ 345.- (ohne Drahtspeichenräder). Dies ist die modernisierte und preisreduzierte Version, eingeführt Mitte Jahr.

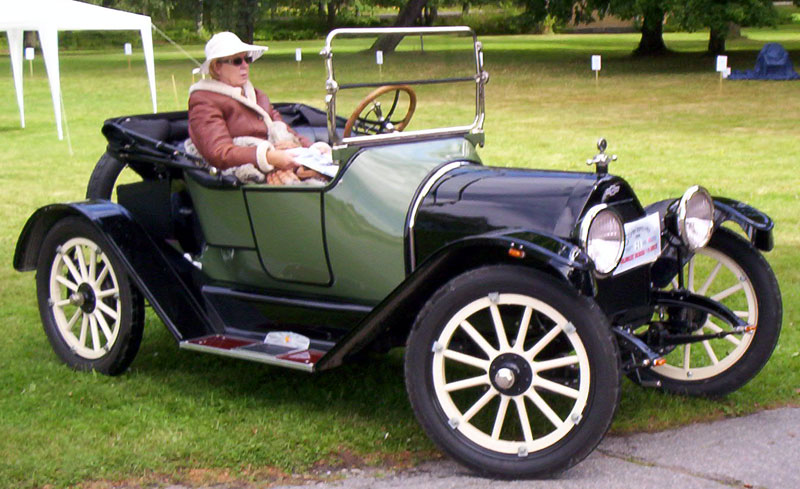
Chevrolet H-2 „Royal Mail“ Roadster (1915), US$ 720.-

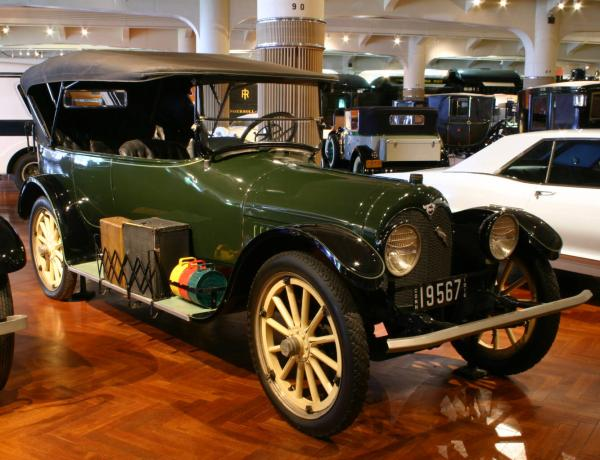
Apperson Light Six 6-16 Touring (1916), US$ 1485.-

Der Maibohm Model A war ein vollwertiges Automobil mit sportlichem Einschlag, das nur als offener oder geschlossener Zweisitzer geliefert wurde. Es hatte als Vertreter der damaligen unteren Mittelklasse mit Ford und dessen Modell T einen direkten und dominanten Rivalen. Der Maibohm Model A war zwar aufwendiger konstruiert und auch etwas größer als der Ford Model T, aber auch schwächer motorisiert und deutlich teurer. Der hauseigene Motor war für einen Hersteller dieser Größe unüblich, die Ausführung mit stehenden Ventilen jedoch konventionell. Für amerikanische Verhältnisse war der Motor eher klein, was immerhin steuerliche Vorteile bot wegen der damals angewandten Berechnungsgrundlage, welche von der Zylinderbohrung ausging. Hingegen war Maibohms Beschränkung auf Modelle mit nur zwei Sitzplätzen unklug; der bei weitem meistverkaufte Karosseriestil war der 5-sitzige Touring.
Der Preis des Model A ab US$ 595.- war ein Problem. Bei Markteinführung Anfang 1916 kostete ein Ford Modell T Roadster US$ 390.-. Im Lauf des Jahres sank der Preis auf nur noch US$ 345.-; das war weniger, als manche Cyclecars kosteten. Und der Preis blieb bis 1918 auf diesem Niveau. Für den 490 verlangte Chevrolet, wie es der Name verhieß, als Roadster oder Touring US$ 490.-. Dessen Motor leistete mit 24 bhp (17,9 kW) deutlich mehr und relativierte den Maibohm-Slogan An All-American Sport Car. Der etwas luxuriösere Chevrolet Serie H kostete US$ 720.- bis 750.-.
Andere namhafte Konkurrenten waren Dodge mit den Modellen 30-35 und 30 und viele Hersteller, die auch höhere Preissegmente bedienten, darunter etwa Auburn, Hupmobile, Overland, Reo oder Studebaker. Ähnliche Probleme gewärtigte der kleine Anbieter Inter-State mit dem adretten Model T.
Auch der Maibohm Model B / B-6 wurde in ein heftig umkämpftes Marktsegment konzipiert, in das zunehmend Hersteller gedrängt wurden, welche dem vorgenannten Preiskampf im unteren Marktsegment nicht gewachsen waren. Zu den damals bekannteren Anbietern in dieser Klasse gehörten fast alle der oben genannten Marken und weitere wie Buick, Chalmers, Chandler, Hudson, Nash, Jordan oder Oldsmobile. Es gab zahlreiche weitere, darunter ähnlich kleine wie Ace, Apperson Fremont, Handley oder Stephens.

### Export
Obwohl amerikanische Automobile mit relativ großvolumigen Motoren in Europa steuerlich benachteiligt waren und Maibohm-Fahrzeuge nicht in Großserie hergestellt worden sind, gab es auch einen Export. So waren die Southgate, Ltd., 19–21 Heddon Street, Regent Street in London W.1. alleinige Maibohm-Konzessionäre für Großbritannien und Irland, also die Generalvertretung, und die Brook Motor & Engineering Co., Deansgate, Manchester, die Regionalvertretung für Lancashire, Derbyshire und die Isle of Man. Brook Motor bot den Maibohm Model B-6 um 1919 (unbelegtes Datum) als Maibohm 20 h. p. an, obwohl das tatsächlich RAC-Rating 23,4 h. p. betragen haben muss. Als „Standard Touring 4–5 seater“ kostete er GB£ 575.-, als „Two seater Coupe“ GB£ 750.- und als „Four seater Saloon“ GB£ 775.-. Dazu kam ein „English built sporting model, 4 seater“ zu GB£ 650.- mit Drahtspeichenrädern. Gemeint ist ein open tourer resp. Torpedo. Dies deutet darauf hin, dass Brook Motor auch einige Fahrzeuge als rolling chassis gekauft und bei einem lokalen Karossier hat einkleiden lassen. Dies hatte für den Händler mehrere Vorteile. Zunächst hatte er natürlich ein einzigartiges Angebot, das er bewerben konnte. Dann hatte er direkten Einfluss darauf, dass er ein auf seine Kunden zugeschnittenes Produkt erhielt, das sich besser verkaufen ließ und er erzielte beim Karosseriebauer bessere Konditionen. Bei Importfahrzeugen fiel zusätzlich ins Gewicht, dass wegen der im Inland erbrachten Arbeitsleistung einen tieferer Einfuhrzollansatz zur Anwendung kam. Bekannt sind solche Lieferungen etwa vom Karossier Whittingham & Mitchel für den Wolseley-Vertragshändler Watkins oder von T.H. Gill & Son Ltd. für den Isotta-Fraschini-Importeur. Leider ist der Hersteller des Maibohm Sporting model nicht bekannt.
In Frankreich dürfte Model B-6 zu dieser Zeit als 16 CV veranschlagt worden sein. Damit fiel es steuerlich in die gleiche Klasse wie etwa die Oberklassevertreter Lorraine-Dietrich oder Panhard & Levassor.

## Technik

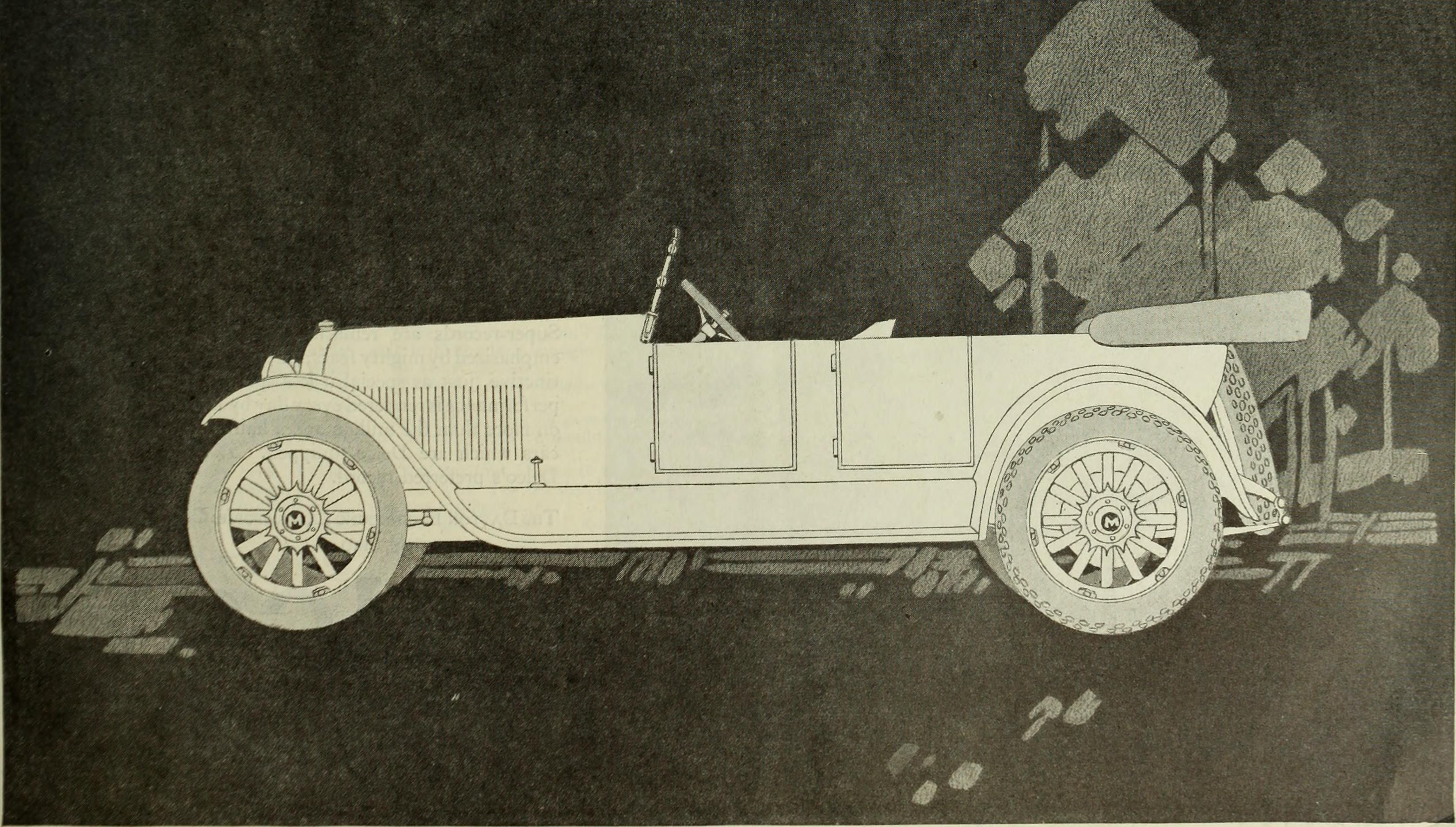
Maibohm Model B-6 Phaeton mit Artillerierädern (1920; Werkbild)

Der Zweilitermotor des Maibohm Model A war gemäß mehreren Quellen eine Eigenentwicklung, wobei Vorbehalte angebracht sind, ob ein Betrieb von der Größe der Maibohm Motors tatsächlich selber Motorblöcke gießen konnte. Es handelt sich um einen kompliziert herzustellenden Monoblock, dessen Herstellung damals längst nicht jede Gießerei beherrschte. Zuvor hatte man sich mit einzeln oder paarweise gegossenen Zylindern beholfen, die auf das Kurbelwellengehäuse aufgeschraubt wurden. Die Leistung wird mit 17 bhp (12,7 kW) angegeben. Das N.A.C.C.-Rating liegt bei 15,63 HP.
Der Sechszylinder des Maibohm Model B war ein Valve-in-head, also obengesteuert, und wurde einbaufertig von der Falls Motor Corporation bezogen. Die Leistung wird unterschiedlich mit 45 oder 46 bhp (33,6–34,3 kW) angegeben, das N.A.C.C.-Rating beträgt 23,44 HP.
Beide Baureihen haben ein mit dem Motor verblocktes, konventionelles, unsynchronisiertes Dreiganggetriebe und Kardanantrieb. Die Hinterachskonstruktion wird bei den beiden Modellen unterschiedlich beschrieben: Als „freischwebend“ (full floating) beim Model A 1917 und Model B 1918–1921 oder „dreiviertelschwebend“ beim Model A 1918, Model B 1922 und dem Courier Model D. Bei beiden Konstruktionen, die damals relativ weit verbreitet waren, sind die Antriebswellen/Halbachsen durch einen sie umgebenden Achskörper davon befreit, das Fahrzeuggewicht mit abzustützen. Bei der „freischwebenden“ Konstruktion werden neben diesen vertikalen Kräften auch die seitlich auf das Rad einwirkenden Kräfte in den Achskörper abgeleitet, wie sie bei der Kurvenfahrt oder auf schrägem und unebenem Untergrund entstehen; die Antriebswellen müssen so nur die Antriebskräfte übertragen, was Gewicht sparen kann. Bei der „dreiviertelschwebenden“ Konstruktion nehmen sie hingegen über entsprechende Lager diese Seitenkräfte auf, so dass Gewicht an dem sie umgebenden Achskörper eingespart werden kann.
Das Fahrgestell ist ein Leiterrahmen aus zwei gekröpften Längsträgern und fünf Traversen. Die zweite stützt das Getriebe und ist damit auch Teil der Motoraufhängung. Zumindest beim Courier Model D und seinem Vorgänger Model B ist der Benzintank an der hintersten dieser Streben aufgehängt (zum Model A fehlt eine entsprechende Illustration). Es ist anzunehmen, dass auch vorn eine Starrachse verwendet wurde; eine Abweichung von dieser Standard-Konfiguration wäre zu dieser Zeit mit Sicherheit erwähnt worden. Gebremst wird mit Bremstrommeln an der Hinterachse. Werkbilder zeigen Holzspeichen-Artillerieräder mit abnehmbarem Radkranz; spätere Fahrzeuge wurden offenbar mit modischen Vollscheibenabdeckungen („Radkappen“) über diesen Rädern ausgeliefert. Die Abbildungen der britischen Importeure zeigen offenbar komplett abnehmbare Drahtspeichenräder.
Der Radstand beträgt 105 Zoll (2667 mm) beim Model A, 115 Zoll (2921 mm) beim Model B und 116 Zoll (2946,4 mm) beim Model B-6 und Courier Model D.

## Modellübersicht
| Typ (N.A.C.C.-Rating) | MJ   | Motorenhersteller, -bauform, Ventilsteuerung | Hubraum                 | Leistung                     | Radstand          | Karosserie                                                                                              | Listenpreis   |
| --------------------- | ---- | -------------------------------------------- | ----------------------- | ---------------------------- | ----------------- | --- | ------------- |
| Model A (15,63 HP)    | 1916 | Maibohm, R4, SV-Ventilsteuerung              | 122,7 cu in (2.011 cm³) | 17 PS (12,5 kW)              | 105 in (2.667 mm) | Roadster, 2 Sitze Roadster-Coupé, 2 Sitze Coupé, 2 Sitze                                                | 595–1095 US$  |
| Model A (15,63 HP)    | 1917 | Maibohm, R4, SV                              | 122,7 cu in (2.011 cm³) | 17 PS (12,5 kW)              | 105 in (2.667 mm) | Roadste, 2 Sitze Roadster-Coupé, 2 Sitze Coupé, 2 Sitze                                                 | 595–1095 US$  |
| Model A (15,63)       | 1918 | Maibohm, R4, SV                              | 122,7 cu in (2.011 cm³) | 17 PS (12,5 kW)              | 105 in (2.667 mm) | Roadster, 2 Sitze Roadster-Coupé, 2 Sitze Coupé, 2 Sitze                                                | 795–1095 US$  |
| Model B (23,4 HP)     | 1918 | Falls, R6, OHV-Ventilsteuerung               | 195,6 cu in (3.205 cm³) | 46 PS (33,8 kW) bei 2290/min | 115 in (2.921 mm) | Touring, 5 Sitze Roadster, 2 Sitze Roadster-Coupé, 2 Sitze Coupé, 2 Sitze                               | 975–1375 US$  |
| Model B-6 (23,4 HP)   | 1919 | Falls, R6, OHV                               | 195,6 cu in (3.205 cm³) | 46 PS (33,8 kW) bei 2290/min | 116 in (2.946 mm) | Phaeton Brougham Sedan                                                                                  | 1290–1890 US$ |
| Model B-6 (23,4 HP)   | 1920 | Falls, R6, OHV                               | 195,6 cu in (3.205 cm³) | 46 PS (33,8 kW) bei 2290/min | 116 in (2.946 mm) | Phaeton, 5 Sitze Brougham, 4 Sitze Sedan, 5 Sitze                                                       | 1395–1995 US$ |
| Model B-6 (23,4 HP)   | 1921 | Falls, R6, OHV                               | 195,6 cu in (3.205 cm³) | 46 PS (33,8 kW) bei 2290/min | 116 in (2.946 mm) | Roadster, 3 Sitze Phaeton, 5 Sitze Sport, 4 Sitze Coupé, 4 Sitze Sedan, 5 Sitze                         | 1575–2395 US$ |
| Model B-6 (23,4 HP)   | 1922 | Falls, R6, OHV                               | 195,6 cu in (3.205 cm³) | 46 PS (33,8 kW) bei 2290/min | 116 in (2.946 mm) | Roadster, 3 Sitze Sport Roadster, 3 Sitze Phaeton, 5 Sitze Sport, 4 Sitze Coupé, 4 Sitze Sedan, 5 Sitze | 1395–2295 US$ |

## Produktionszahlen
| Modelljahr | Stückzahl | Bemerkungen |
| ---------- | --------- | ----------- |
| 1917       | 828       | Nur Model A |
| 1918       | 615       | Model A & B |
| 1919       | 327       | Model B     |
| 1920       | 1212      | Model B     |
| 1921       | 623       | Model B     |
| 1922       | 217       | Model B     |
| Total      | 3822      | Model A & B |

Die nebenstehenden Produktionszahlen nach Modelljahr beruhen auf Angaben der Automobilhistoriker Beverly Rae Kimes und Henry Austin Clark, jr. im Standard Catalogue of American Cars 1805–1942. Weil die Zahlen nur nach Modelljahr aufgelistet sind und 1918 beide Baureihen angeboten wurden, lässt sich die Produktionszahl nach Baureihe nur schätzen: Es wurden mindestens 828 und maximal 1432 Model A hergestellt, wobei 1.200 eine realistische Schätzung darstellen dürfte. Vom Model B wurden demnach mindestens 2379 und höchstens 2994 Exemplare gebaut; es dürften etwa 2600 gewesen sein. Der Verkaufseinbruch 1919 ist auf den Brand vom Dezember 1918 und den darauf folgenden Umzug zurückzuführen. Kimes und Clark listen auch den Courier Model D mit 373 Exemplaren als Weiterentwicklung des Maibohm Model B; diese Zahl wurde hier nicht berücksichtigt.